# Cathy Shim
Cathy Shim, geboren in Seoel, is een Amerikaans actrice en producer. Ze speelde onder meer in Reno 911!, MADtv en Drake & Josh.

## Televisie
| Jaar      | Titel            | Rol           | Opmerkingen                            |
| --------- | ---------------- | ------------- | -------------------------------------- |
| 2005      | All of Us        | Lori          | Aflevering: "Kiss, Kiss, Pass"         |
| 2006      | Special Unit     | Receptioniste | Pilotaflevering                        |
| 2006      | Living With Fran | Waitress      | Aflevering: "Dreaming with Fran"       |
| 2006      | Free Ride        | Dr. Ponser    | Aflevering: "Colon Blow (to the Head)" |
| 2006      | So NoTORIous     | Leah          | Aflevering: "Whole"                    |
| 2006      | Drake & Josh     | Leah          | 5 afleveringen                         |
| 2007      | CSI: NY          | Trina Butler  | Aflevering: "The Deep"                 |
| 2007      | Frank TV         | Plaintiff     | Aflevering: "Ballpark Frank"           |
| 2007      | Unfabulous       | Reporter      | Aflevering: "The Quest"                |
| 2007      | Room 401         |               |                                        |
| 2003-2008 | Reno 911!        | Suzy Kim      | 10 afleveringen                        |
| 2006-2008 | MADtv            | Long Bong     | 5 afleveringen                         |

## Filmografie
| Jaar | Titel                | Rol                    | Opmerkingen |
| ---- | -------------------- | ---------------------- | ----------- |
| 2005 | Memoirs of a Geisha  | Gast van de baron      |             |
| 2006 | Love Is the Drug     | Koreaanse vrouw        |             |
| 2006 | The Gymnast          | Koreaan                |             |
| 2006 | A Cigar at the Beach | Ariel                  |             |
| 2007 | Wildlife             | Anne                   |             |
| 2007 | Reno 911!: Miami     | Lente-Droomvrouw       |             |
| 2007 | Balls of Fury        | Noord-Koreaan          |             |
| 2008 | Intervention         | Verslaggever Cara Shim |             |
| 2008 | White on Rice        | Betty                  |             |
| 2009 | Why Am I Doing This? | Susie                  |             |

## Ander werk
| Jaar | Titel                     | Rol                 | Opmerkingen              |
| ---- | ------------------------- | ------------------- | ------------------------ |
| 2005 | True Crime: New York City | Vivien Chen         | Videospel; Stem inspraak |
| 2008 | 3Way                      | Roxie Lautzenheiser | Internetshow             |